# Keanu Reeves
Keanu Charles Reeves (/kiˈɑːnuː/ kee-AH-noo; sinh ngày 2 tháng 9 năm 1964), là một diễn viên, đạo diễn, nhà sản xuất và nhạc sĩ người Canada. Keanu nổi tiếng với vai Neo trong loạt phim khoa học giả tưởng Ma trận (The Matrix), John Wick trong loạt phim cùng tên và nhiều bộ phim khác như Tốc độ (Speed), Kẻ cứu rỗi nhân loại (Constantine), Ngôi nhà bên hồ (The Lake House), Vua đường phố (Street Kings), Ngày Trái Đất ngừng quay (The Day The Earth Stood Still), 47 lãng khách (47 Ronin)...
Năm 2006, Keanu được bầu chọn là một trong 10 ngôi sao được yêu thích nhất tại Mỹ trên tạp chí ETonline. Vào ngày 31 tháng 1 năm 2005, tên anh được vinh danh trên đại lộ Danh vọng Hollywood.

## Gia đình
Keanu sinh ngày 2 tháng 9 năm 1964 tại thủ đô Beirut, Liban, là con của bà Patricia Taylor, một nhà thiết kế trang phục và người biểu diễn ở Essex, Vương quốc Anh và ông Samuel Nowlin Reeves Jr. - một nhà địa chất học. Mẹ của anh là người Anh còn cha của anh là một người Hawaii gốc Hoa, có tổ tiên là người Anh, Ireland và Bồ Đào Nha. Trong người anh mang cả ba dòng máu Mỹ - Á - Âu.
Bà Patricia làm việc tại Beirut và đã gặp cha của anh - Samuel, đang thất nghiệp. Họ yêu nhau và cưới nhau. Nhưng sau đó, cha anh đã vào tù do phạm tội buôn bán ma túy tại sân bay quốc tế Hilo ở Hawaii. Ông bỏ rơi vợ và ly dị năm 1966 khi Keanu mới 3 tuổi, lúc đó anh chưa có ấn tượng gì về ông cho tới năm anh 6 tuổi. Lần cuối anh gặp cha mình là vào năm anh 13 tuổi trên hòn đảo Kauai.
Sau khi ly dị, mẹ anh chuyển tới Sydney, Úc, sau đó năm 1970 là thành phố New York, nơi mẹ anh gặp Paul Aaron, một đạo diễn sân khấu Broadway và Hollywood. Họ chuyển tới Toronto, Ontario và ly dị năm 1971. Keanu được làm trợ lý sản xuất cho một bộ phim của Aaron vào năm anh lên 15 tuổi. Mẹ anh sau đó cưới Robert Miller, một nhà tài trợ nhạc rock năm 1976, và ly dị năm 1980. Không lâu sau mẹ anh cưới Jack Bond, một nhà tạo mẫu tóc, và ly dị năm 1994. Phần lớn tuổi thơ anh được ông bà và bảo mẫu nuôi nấng ở khu vực Yorkville, Toronto.
Keanu có ba người em gái, đầu tiên là Kim Reeves (sinh ngày 19 tháng 6 năm 1966 tại Sydney, Úc) từng mắc phải căn bệnh ung thư bạch cầu và đã bình phục, thứ hai là người em gái cùng mẹ khác cha là Karina Miller (sinh năm 1976 tại Toronto) là con của Robert Miller, và cuối cùng là một người em gái cùng cha khác mẹ tên Emma Reeves (sinh năm 1980 ở Hawaii) là con riêng của ông Samuel.

## Cuộc sống
Ngay từ nhỏ, Keanu đã phải chuyển đến rất nhiều nơi, từ Úc, New York rồi đến Toronto, Canada. Chính vì vậy mà trong vòng 5 năm, anh đã phải chuyển tới 4 trường trung học khác nhau, trong đó anh bị đuổi học ở trường Trung học Mỹ thuật Etobicoke, Toronto. Anh mắc chứng khó đọc từ lúc nhỏ vì thế anh thích thú với các môn thể thao hơn việc đọc sách. Tại trường đại học De La Salle, Toronto, anh là một thủ môn khúc côn cầu xuất sắc, được mệnh danh là "Bức Tường". Anh từng mơ ước được chơi cho đội tuyển quốc gia Canada. Nhưng anh gặp phải một chấn thương đã khiến cho sự nghiệp của anh rẽ sang một hướng khác. Sau khi rời trường đại học, anh vào trường bồi dưỡng Avondale, giúp cho anh có thời gian vừa học vừa làm diễn xuất, sau đó anh bỏ học và cũng không lấy chứng chỉ tốt nghiệp. Tại Mỹ, Keanu làm đủ mọi việc để kiếm sống, từ phụ bếp đến thợ làm vườn... rồi trở thành một ngôi sao nổi tiếng khắp thế giới. Tuy đã nổi tiếng nhưng Keanu luôn thuê nhà để sống. Anh mua căn nhà đầu tiên của mình tại vùng đồi phía trên khu vực Hollywood vào năm 2003 và một căn hộ tại New York.
Keanu rất thích âm nhạc. Anh tham gia nhóm nhạc rock Dog Star và sau đó là nhóm Becky.

## Hôn nhân
Keanu chưa bao giờ kết hôn. Bạn gái của anh là Jennifer Maria Syme đã hạ sinh cho anh một cô con gái tên và đặt tên là Ava Archer Syme-Reeves vào ngày 24 tháng 12 năm 1999 tại quận Los Angeles, California. Tuy nhiên, đứa bé bị sinh non ở tháng thứ 8 và đã chết sau khi sinh. Cả hai đều rất đau khổ và chia tay nhau vài tuần sau đó.
Ngày 2 tháng 4 năm 2001, Jennifer đã chết trong một tai nạn xe hơi trên đại lộ Cahuenga ở Los Angeles, ngay sau khi bộ phim Ma trận 2: Tái lập ra mắt. Chiếc xe va quẹt 3 chiếc xe hơi đang đậu, làm cho xe của cô lật úp và quay vài vòng, làm cô văng ra khỏi xe. Các điều tra viên cho rằng cô đã chết ngay sau khi va chạm. Lúc đó cô đang trong quá trình điều trị trầm cảm và đang dùng hai loại thuốc theo toa, mà cảnh sát tìm thấy trong xe của cô. Cô được chôn bên cạnh mộ con gái tại nghĩa trang Westwood, Los Angeles.
Năm 2009, họa sĩ Alexandra Grant gặp được Reeves trong một bữa tiệc, hai người trở thành bạn bè, cùng hợp tác xuất bản sách. Tháng 11 năm 2019, hai người công bố chính thức hẹn hò.

## Sự nghiệp diễn xuất
Sự nghiệp diễn xuất của Keanu phát triển rất sớm. Năm 9 tuổi, anh xuất hiện tại vở kịch Damn Yankees. Năm 15 tuổi, Keanu vào vai Mercutino trong vở kịch Romeo và Juliet tại nhà hát Leah Poslums ở quận North York, Toronto. Sự nghiệp diễn xuất trên màn ảnh bắt đầu khi anh tham gia series kịch Hangin’In trên kênh truyền hình CBC của Canada. Ngoài ra anh còn xuất hiện trên các quảng cáo. Nhưng trước khi làm diễn viên Keanu còn có một ước mơ đó là làm vận động viên chuyên nghiệp nhưng một chấn thương đã khiến anh phải trở lại con đường diễn xuất
Vai diễn đầu tiên trên màn ảnh của anh là vai cầu thủ hocky trên băng Heaver cùng với diễn viên Rob Lowe trong vai Dean Youngblood trong bộ phim Youngblood, một bộ phim Canada. Sau đó, Keanu lên đường tới Hollywood. Tại đây, người cha dượng thứ nhất của anh là Paul Aaron - một đạo diễn sân khấu đã đỡ đầu cho anh. Tiếp đó, anh tham gia các phim River’s Edge, Bills Ted’s Exellent Adventure, My Own Private Idaho, Point Break…
Năm 1994, sự nghiệp của Keanu tỏa sáng với vai Jack Traven trong bộ phim hành động Tốc độ (Speed). Hình ảnh anh chàng cảnh sát chống khủng bố dũng cảm, quyết đoán, giải cứu con tin trên chiếc xe buýt cài bom đã kéo một lượng khán giả lớn đến rạp vào mùa hè năm 1994 và đã đưa Keanu và Sandra Bullock vào danh sách những ngôi sao lớn trên màn ảnh. Tiếp tục anh tỏa sáng trong các bộ phim A Walk in the clouds, Chain Reaction… Bất ngờ khi anh quyết định không tham gia Speed 2 mà chọn bộ phim Đứa con của quỷ Satan (Devil’s Advocate). Cuối cùng, Đứa con của quỷ Satan đã thành công lớn và đã đưa anh lên một tầm cao mới.
Năm 1999, với bộ phim hành động giả tưởng Ma trận (The Matrix) đã đưa Keanu lên hàng siêu sao thế giới. Sau đó anh tiếp tục tham gia các bộ phim Hardball, The Watcher, Sweet November… nhưng không gây được nhiều ấn tượng mạnh. Tuy nhiên, năm 2003, với bộ đôi Ma trận : Tái lập (The Matrix Reloaded) và Ma trận 3: Cuộc cách mạng (The Matrix Revolutions) đã đưa anh trở lại hàng siêu sao thế giới. Tiếp tục là bộ phim Kẻ cứu rỗi nhân loại (Constantine) ra mắt 2005 cũng rất thành công. Năm 2006 anh tham gia bộ phim tình cảm lãng mạn The Lake House, tái hợp với Sandra Bullock sau 14 năm kể từ Tốc độ. Bộ phim tuy không thành công về mặt doanh thu nhưng được khán giả đón nhận và đánh giá cao. Hai bộ phim Vua đường phố (Street Kings) cùng với Chris Evans ra mắt tháng 4-2008 và Ngày Trái Đất ngừng quay (The Day The Earth Stood Still) cùng với cậu bé Jaden Smith và nữ diễn viên Jennifer Connelly ra mắt tháng 12-2008 cũng mang lại thành công cho Keanu. Dòng phim John Wick giúp Keanu vực dậy tên tuổi với sự thành công của phần 1 ra mắt tháng 10-2014, kéo theo sự ra đời của các phần sau như: Sát thủ John Wick: Phần 2 ra mắt tháng 2-2017, Sát thủ JoSohn Wick: Phần 3 - Chuẩn bị chiến tranh ra rạp tháng 5-2019. Năm 2019, lần đầu anh tham gia lồng tiếng một phim điện ảnh hoạt hình khi đảm nhận giọng nói cho nhân vật Duke Caboom tromg Câu chuyện đồ chơi 4. Năm 2020, Keanu tiếp tục với một thương hiệu phim khác từng gắn liền với tên tuổi anh là Bill & Ted trong phần Bill & Ted Face the Music, sau đấy, vào tháng 12 năm 2021 anh trở lại với vai diễn Neo trong phần làm lại của loạt phim The Matrix với tựa đề Ma Trận : Hồi sinh (The Matrix Resurrections) nhưng cả hai bộ phim này không được khán giả đánh giá cao vì không giữ phong độ được như các phần trước. Keanu tiếp tục tham gia lồng tiếng trong phim hoạt hình DC League of Super-Pets ra mắt vào năm 2022, và gân đây nhất, vào tháng 4 năm 2023 anh trở lại vai diễn John Wick trong  phần 4 của loạt phim cùng tên. 

## *Một bộ phim có thể có nhiều "Giám đốc Sản xuất" cũng như "Nhà sản xuất"
| Năm  | Phim                                             | Vai                             | Ghi chú                                 |
| ---- | ------------------------------------------------ | ------------------------------- | --------------------------------------- |
| 1985 | One Step Away                                    | Ron Petrie                      |                                         |
| 1986 | Youngblood                                       | Heaver                          |                                         |
| 1986 | Flying                                           | Tommy Wernicke                  |                                         |
| 1986 | Act of Vengeance                                 | Buddy Martin                    |                                         |
| 1986 | River's Edge                                     | Matt                            |                                         |
| 1988 | Permanent Record                                 | Chris Townsend                  |                                         |
| 1988 | The Prince of Pennsylvania                       | Rupert Marshetta                |                                         |
| 1988 | The Night Before                                 | Winston Connelly                |                                         |
| 1988 | Dangerous Liaisons                               | Le Chevalier Raphael Danceny    |                                         |
| 1989 | Life Under Water                                 | Kip                             |                                         |
| 1989 | Bill & Ted's Excellent Adventure                 | Ted "Theodore" Logan            |                                         |
| 1989 | Parenthood                                       | Tod Higgins                     |                                         |
| 1990 | I Love You to Death                              | Marlon James                    |                                         |
| 1990 | Tune in Tomorrow                                 | Martin Loader                   |                                         |
| 1991 | Point Break                                      | John "Johnny" Utah              |                                         |
| 1991 | Bill & Ted's Bogus Journey                       | Ted "Theodore" Logan            |                                         |
| 1991 | My Own Private Idaho                             | Scott Favor                     |                                         |
| 1991 | Providence                                       | Eric                            |                                         |
| 1992 | Bram Stoker's Dracula                            | Jonathan Harker                 |                                         |
| 1993 | Much Ado About Nothing                           | Don John                        |                                         |
| 1993 | Little Buddha                                    | Prince Siddhartha / Lord Buddha |                                         |
| 1993 | Poetic Justice                                   | Người vô gia cư                 |                                         |
| 1993 | Freaked                                          | Ortiz                           |                                         |
| 1993 | Even Cowgirls Get the Blues                      | Julian Gitche                   |                                         |
| 1994 | Speed                                            | Cảnh sát Jack Traven            |                                         |
| 1995 | Johnny Mnemonic                                  | Johnny                          |                                         |
| 1995 | A Walk in the Clouds                             | Trung sĩ Paul Sutton            |                                         |
| 1996 | Chain Reaction                                   | Eddie Kasalivich                |                                         |
| 1996 | Feeling Minnesota                                | Jjaks Clayton                   |                                         |
| 1997 | The Last Time I Committed Suicide                | Suicide Harry                   |                                         |
| 1997 | The Devil's Advocate                             | Kevin Lomax                     |                                         |
| 1999 | The Matrix                                       | Thomas A. Anderson / Neo        |                                         |
| 1999 | Me and Will                                      | Xuất hiện với tư cách Cameo     |                                         |
| 2000 | The Replacements                                 | Shane Falco                     |                                         |
| 2000 | The Watcher                                      | David Allen Griffin             |                                         |
| 2000 | The Gift                                         | Donnie Barksdale                |                                         |
| 2001 | Sweet November                                   | Nelson Moss                     |                                         |
| 2001 | Hardball                                         | Conor O'Neill                   |                                         |
| 2003 | The Matrix Reloaded                              | Thomas A. Anderson / Neo        |                                         |
| 2003 | Binh Đoàn Ma Trận                                | Thomas A. Anderson / Neo        | Lồng tiếng                              |
| 2003 | The Matrix Revolutions                           | Thomas A. Anderson / Neo        |                                         |
| 2003 | Something's Gotta Give                           | Dr. Julian Mercer               |                                         |
| 2005 | Constantine                                      | John Constantine                |                                         |
| 2005 | Thumbsucker                                      | Perry Lyman                     |                                         |
| 2005 | Ellie Parker                                     | Vai cameo                       |                                         |
| 2006 | The Lake House                                   | Alex Wyler                      |                                         |
| 2006 | A Scanner Darkly                                 | Bob Arctor                      |                                         |
| 2006 | The Great Warming                                | Người dẫn truyện                |                                         |
| 2008 | Street Kings                                     | Thám tử Tom Ludlow              |                                         |
| 2008 | The Day the Earth Stood Still                    | Klaatu                          |                                         |
| 2009 | The Private Lives of Pippa Lee                   | Chris Nadeau                    |                                         |
| 2010 | Henry's Crime                                    | Henry Torne                     | kiêm Nhà sản xuất (không được ghi danh) |
| 2012 | Generation Um...                                 | John                            |                                         |
| 2012 | Side by Side                                     | Vai cameo                       |                                         |
| 2013 | Man of Tai Chi                                   | Donaka Mark                     | kiêm Đạo diễn                           |
| 2013 | 47 Ronin                                         | Kai                             |                                         |
| 2014 | Mạng đổi mạng                                    | John Wick                       |                                         |
| 2015 | Knock Knock                                      | Evan Webber                     | kiêm Giám đốc sản xuất                  |
| 2015 | Deep Web                                         | Người dẫn truyện                |                                         |
| 2016 | Exposed                                          | Thám tử Scott Galban            | kiêm Nhà sản xuất                       |
| 2016 | Keanu                                            | Keanu                           | Lồng tiếng                              |
| 2016 | The Neon Demon                                   | Hank                            |                                         |
| 2016 | The Bad Batch                                    | The Dream                       |                                         |
| 2016 | The Whole Truth                                  | Richard Ramsay                  |                                         |
| 2017 | To the Bone                                      | William Beckham                 |                                         |
| 2017 | Sát thủ John Wick: Phần 2                        | John Wick                       |                                         |
| 2017 | A Happening of Monumental Proportions            | Bob                             |                                         |
| 2017 | SPF-18                                           | Vai cameo                       |                                         |
| 2018 | Replicas                                         | Will Foster                     | kiêm Nhà sản xuất                       |
| 2018 | Siberia                                          | Lucas Hill                      | kiêm Nhà sản xuất                       |
| 2018 | Destination Wedding                              | Frank                           |                                         |
| 2019 | Sát thủ John Wick: Phần 3 – Chuẩn bị chiến tranh | John Wick                       |                                         |
| 2019 | Toy Story 4                                      | Duke Caboom                     | Lồng tiếng                              |
| 2019 | Already Gone                                     | N/A                             | Giám đốc sản xuất                       |
| 2019 | Between Two Ferns: The Movie                     | Vai cameo                       |                                         |
| 2021 | Ma trận: Hồi sinh                                | Thomas A. Anderson / Neo        |                                         |
| 2022 | DC League of Super-Pets                          |                                 | Lồng tiếng                              |
| 2023 | Sát thủ John Wick: Phần 4                        | John Wick                       | kiêm Giám đốc sản xuất                  |
| 2024 | Ballerina                                        | John Wick                       |                                         |

## Trò chơi điện tử
| Tựa game                                          | Năm  | Lồng tiếng                                            |
| Enter the Matrix                                  | 2003 | Thomas A. Anderson / Neo                              |
| Cyberpunk 2077                                    | 2020 | Johnny Silverhand (lồng tiếng / ghi hình chuyển động) |
| The Matrix Awakens: An Unreal Engine 5 Experience | 2021 | Thomas A. Anderson / Neo                              |